# Challenger de Bogotá 2013
El Seguros Bolívar Open Bogotá 2013 fue un torneo de tenis profesional que se jugó en pistas de tierra batida. Se trató de la 9.ª edición del torneo que forma parte del ATP Challenger Tour 2013 . Tuvo lugar en Bogotá, Colombia entre el 4 y 10 de noviembre de 2013.

## Jugadores participantes del cuadro de individuales

### Cabezas de serie
| Favorito | País                 | Jugador            | Rank1 | Posición en el torneo |
| -------- | -------------------- | ------------------ | ----- | --------------------- |
| 1        | Bandera de Argentina | Horacio Zeballos   | 54    | Segunda ronda         |
| 2        | Bandera de Colombia  | Santiago Giraldo   | 80    | Cuartos de final      |
| 3        | Bandera de Italia    | Paolo Lorenzi      | 85    | Cuartos de final      |
| 4        | Bandera de Argentina | Leonardo Mayer     | 86    | Segunda ronda         |
| 5        | Bandera de Colombia  | Alejandro Falla    | 97    | Semifinales           |
| 6        | Bandera de Argentina | Guido Pella        | 100   | Cuartos de final      |
| 7        | Bandera de Colombia  | Alejandro González | 108   | Segunda ronda         |
| 8        | Bandera de Argentina | Diego Schwartzman  | 119   | Primera ronda         |

- 1 Se ha tomado en cuenta el ranking del día 28 de octubre de 2013.

### Otros participantes
Los siguientes jugadores recibieron una invitación (wild card), por lo tanto ingresan directamente al cuadro principal (WC):
- Nicolás Barrientos
- Juan Sebastián Cabal
- Carlos Salamanca
- Horacio Zeballos

Los siguientes jugadores ingresan al cuadro principal tras disputar el cuadro clasificatorio (Q):
- Ariel Behar
- Juan Ignacio Londero
- Jonas Luetjen
- Gianluigi Quinzi

Los siguientes jugadores ingresan al cuadro principal como perdedores afortunados (LL):
- Pedro Sousa

## Jugadores participantes en el cuadro de dobles

### Cabezas de serie
| Favorito | País                | Jugador              | País                 | Jugador            | Rank1 | Posición en el torneo |
| -------- | ------------------- | -------------------- | -------------------- | ------------------ | ----- | --------------------- |
| 1        | Bandera de Brasil   | Marcelo Demoliner    | Bandera de Brasil    | André Sá           | 168   | Primera ronda         |
| 2        | Bandera de Uruguay  | Ariel Behar          | Bandera de Argentina | Horacio Zeballos   | 239   | Semifinales           |
| 3        | Bandera de Italia   | Paolo Lorenzi        | Bandera de Italia    | Alessandro Motti   | 251   | Primera ronda         |
| 4        | Bandera de Colombia | Juan Sebastián Cabal | Bandera de Colombia  | Alejandro González | 313   | Campeones             |

- 1 Se ha tomado en cuenta el ranking del día 28 de octubre de 2013.

## Campeones

### Individual Masculino
- Víctor Estrella derrotó en la final a  Thomaz Bellucci 6–2, 3–0 retiro.

### Dobles Masculino
- Juan Sebastián Cabal /  Alejandro González derrotaron en la final a  Nicolás Barrientos /  Eduardo Struvay 6–3, 6–2 .